# Gabriella Lepori
Gabriella Lepori (...) è un'attrice italiana.

## Biografia
Il suo esordio cinematografico avviene nel 1965 con Io la conoscevo bene di Antonio Pietrangeli. In seguito recita ancora al cinema e in televisione ed è particolarmente attiva durante gli anni settanta, diretta fra gli altri da Alberto Lattuada, Sergio Sollima, Umberto Lenzi e Alfonso Brescia.
Nel 1976 è protagonista del film Il pomicione, diretto da Roberto Bianchi Montero.

## Filmografia
- Io la conoscevo bene, regia di Antonio Pietrangeli (1965)
- Paolo e Francesca, regia di Gianni Vernuccio (1971)
- Sono stato io!, regia di Alberto Lattuada (1973)
- Il diavolo nel cervello, regia di Sergio Sollima (1973)
- Bruna, formosa, cerca superdotato, regia di Alberto Cardone (1973)
- Milano rovente, regia di Umberto Lenzi (1973)
- Il figlio della sepolta viva, regia di Luciano Ercoli (1974)
- Prostituzione, regia di Rino Di Silvestro (1974)
- La minorenne, regia di Silvio Amadio (1974)
- 5 donne per l'assassino, regia di Stelvio Massi (1974)
- La missione del mandrillo, regia di Guido Zurli (1975)
- La spacconata, regia di Alfonso Brescia (1975)
- Calore in provincia, regia di Roberto Bianchi Montero (1975)
- Il pomicione, regia di Roberto Bianchi Montero (1976)
- Napoli violenta, regia di Umberto Lenzi (1976)
- I prosseneti, regia di Brunello Rondi (1976)
- Roma a mano armata, regia di Umberto Lenzi (1976)
- La dottoressa sotto il lenzuolo, regia di Gianni Martucci (1976)
- Il cinico, l'infame, il violento, regia di Umberto Lenzi (1977)
- Mala, amore e morte, regia di Tiziano Longo (1977)
- La vergine, il toro e il capricorno, regia di Luciano Martino (1977)
- Chiunque tu sia, regia di Mario Foglietti – miniserie TV (1977)